# Parlamentsvalget i Tadsjikistan 2015
Parlamentsvalget i Tadsjikistan 2015 blev afholdt i Tadsjikistan den 1. marts 2015.

## Valgmetoder og forløbet
De 63 medlemmer blev valgt ved to forskellige valgmetoder; 41 af medlemmer blev valgt i enkeltmandskredse ved hjælp af to-runde-systemet, mens 22 medlemmer blev valgt ved forholdstalsvalg i en enkelt landsdækkende valgkreds, med en spærregrænsen på 5%.
I alt stille 288 kandidater op ved valget.
Organisationen for Sikkerhed og Samarbejde i Europa, sendte observatører til valget. Ingen af valgene i Tadsjikistan er siden 1992 blev bedømt som frie eller retfærdigt af internationale observatører.

## Valgresultat
Fire partier vandt pladser i parlamentet i:
- Folkets Demokratisk Parti i Tadsjikistan , 62.5% stemmer, 16 mandater;
- Agrarian Parti, 11.8%, 3 mandater;
- Partiet for økonomiske reformer, 7.6%, 2 mandater;
- Tadsjikistan Socialistiske Parti, 5.5%, 1 mandater.